# Пеллиссье, Анна
Анна Пеллиссье (фр. Anna Pellissier; 24 марта 1927, Вальтурнанш, Валле-д’Аоста — 14 июня 2017, Аоста) — итальянская горнолыжница и альпинистка. Участница зимних Олимпийских игр 1956 года.

## Биография
Анна Пеллиссье родилась 24 марта 1927 года в итальянской коммуне Вальтурнанш.
В 1954 году стала чемпионкой Италии по горнолыжному спорту в гигантском слаломе.
В 1956 году вошла в состав сборной Италии на зимних Олимпийских играх в Кортина-дʼАмпеццо. В скоростном спуске заняла 11-е место, показав результат 1 минута 49,7 секунды и уступив 9 секунд завоевавшей золото Мадлен Берто из Швейцарии. В слаломе заняла 16-е место с результатом по сумме двух заездов 2.06,5, уступив 14,2 секунды победительнице Рене Колльяр из Швейцарии. В гигантском слаломе заняла 17-е место с результатом 2.02,4, проиграв 5,9 секунды завоевавшей золото Осси Райхерт из ФРГ.
Также была альпинисткой. В 1947 году стала первой женщиной, покорившей гору Фургген в Альпах (3492 метра над уровнем моря).
Умерла 14 июня 2017 года в итальянском городе Аоста.